# 憲法裁判所
- オーストラリアの憲法裁判所
- チェコの憲法裁判所

- アルメニアの憲法裁判所
- ドイツの憲法裁判所

- トルコの憲法裁判所
- 韓国の憲法裁判所

- グアテマラの憲法裁判所
- 南アフリカの憲法裁判所

憲法裁判所（けんぽうさいばんしょ）は、憲法裁判を行うために設置される裁判所である。

## 概要
憲法裁判所とは、憲法裁判を行うために設置される裁判所である。憲法裁判とは憲法の解釈に関する見解の相違と疑義を裁判手続で解決する手続のことをいい、憲法保障（憲法を侵害や違反から守り、憲法秩序の存続と安定を保つこと。）の一類型である。
憲法裁判所またはそれに類似した機関を持つ国としては、ドイツ、フランス、イタリア、オーストリア、韓国、スペイン、タイ、チェコ、ハンガリー、ベルギー、ポーランド、ポルトガル、ルーマニア、ロシア、中華民国（台湾）などがある。各国の憲法裁判所は、その統治機構や歴史的沿革などにより、様々な権限が付与されている。

## 違憲審査制
ある行為が憲法に適合するかしないか審査し、決定する権限を違憲審査権という。この違憲審査権のうち、立法府（特に議会）の制定した法律に対して違憲審査を行う権限が特に重視され、立法に対して他の機関による違憲審査を認める制度を違憲審査制という。
この違憲審査制には、特別の政治機関に違憲審査権を認める制度と、何らかの裁判機関にこれを認める制度の二つがある。そして、通常は違憲審査制といえば後者の「何らかの裁判機関に違憲審査権を認める制度」を指すことが多い。「何らかの裁判機関に違憲審査権を認める制度」も大別すると二つの類型があり、一つはアメリカ型・付随的違憲審査制で、もう一つはドイツ型・憲法裁判制である。

### 日本において

#### 日本の内閣法制局
日本の内閣法制局は、行政権を担う内閣の下に置かれ、独立した第三者的機関ではないものの、「憲法裁判所的機関」とも言われることがある。これは、内閣法制局が、国会における立法の多数を占める内閣提出法案（閣法）の事前審査を行っており、抽象的違憲審査を行う機関がない日本においてこれに代わる機能を持っているためである。

#### 日本における憲法裁判所設置の可能性
前述の通り日本には憲法裁判所は存在しないが、仮に日本にも憲法裁判所を設ける場合、    日本国憲法第76条第2項では特別裁判所の設置を禁じており、なおかつ日本国憲法第81条では、違憲審査の最終的権限を最高裁判所に与えているため、最高裁判所から独立した憲法裁判所を設けるためには、上記2条項の憲法改正が必要である。ドイツ型のように最高裁判所から独立した憲法裁判所を設ける案のほか、最高裁判所の内部に違憲審査を専門に行う「憲法部」を新たに設ける案などもある。

### アメリカ型・付随的違憲審査制
アメリカ合衆国において採られている違憲審査制は、付随的違憲審査制と呼ばれる。付随的違憲審査制とは、通常の裁判所が、具体的な訴訟事件を前提として、その手続の中で、原則としてその訴訟の解決に必要な限りにおいて違憲審査権を行使する制度である。アメリカ型・付随的違憲審査制においては、通常の裁判所が違憲審査を行うため、憲法裁判所は設置されない。日本の裁判所もこの制度を採用している（主に最高裁判所が担うが、そのほかの下級裁判所も判断を下す）。
このようなアメリカ型・付随的違憲審査制を採用しているアメリカや日本の最高裁判所においては、裁判官の定員は少ない。具体的には、アメリカでは9名、日本では15名である。連邦国家であるアメリカの場合は各州ごとに州最高裁判所を頂点とする三審制の司法制度が存在しており、ほとんどの事件は各州の裁判所で処理されるのが原則で、ワシントンD.C.の合衆国最高裁判所に持ち込まれる事件は全体のごく一部である。アメリカ合衆国憲法の中には、この違憲審査制が定められた条文や裁判所に違憲審査権を認めた条文はない。また、制定法でも定められておらず、判例法によって成立した制度及び権限である。初めて裁判所に違憲審査権があると判断した判例は、1803年に出されたマーベリー対マディソン事件の判決（首席裁判官ジョン・マーシャルの名をとって「マーシャル判決」と呼ばれる）である。

### ドイツ型・憲法裁判制

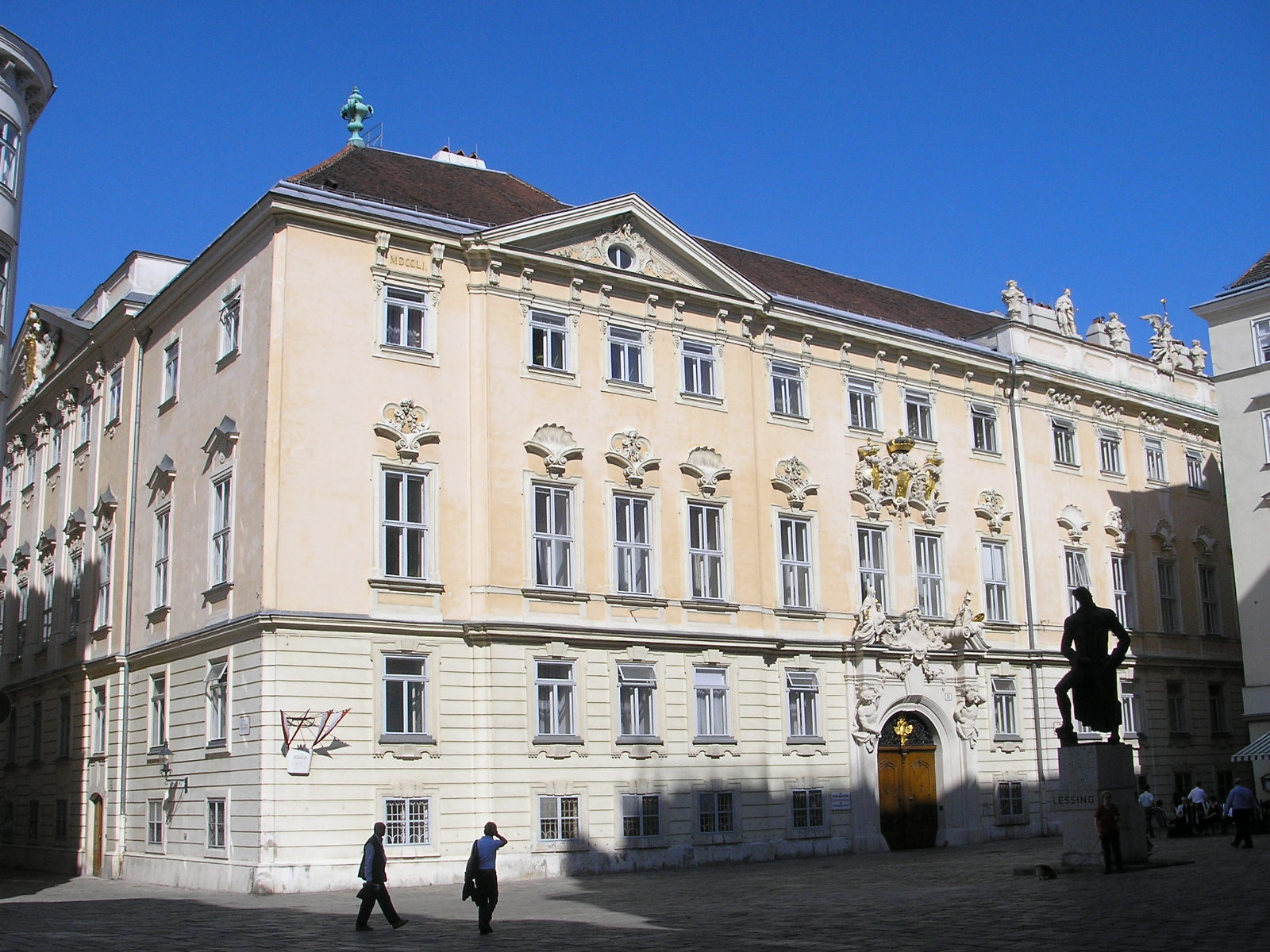
オーストリアの憲法裁判所

ドイツにおいて採られている違憲審査制は、憲法裁判制と呼ばれる。憲法裁判制では、通常の裁判所と区別した特別の憲法裁判所を設け、具体的な訴訟事件を離れて抽象的に法令その他の国家行為の違憲審査を行う権限をこれに与えているところに特色がある（抽象的違憲審査制）。ドイツでは伝統的に、大臣の責任追及や憲法機関相互の争議などについて、特別な裁判所を設けてその裁判手続に基づいて解決するという制度があった。近代以降も、この特別な裁判所の制度は、機関相互の争議裁定や連邦制度の維持を目的として設置された。さらに、第二次世界大戦後、アメリカの違憲審査制の影響を受けて、ドイツ基本法（旧西ドイツの憲法典）で採用されたのが、連邦憲法裁判制度（連邦憲法裁判所）である。
連邦憲法裁判所は、行政など他の権力はもとより通常の裁判所からも分離され、独立している裁判所である。その制度趣旨は、客観的な憲法秩序の保障とされたため、その権限は、伝統的な憲法裁判の系統に属する憲法機関相互の争訟の裁定、連邦制度に関わる権限争議の裁定などのほか、法律に対する抽象的違憲審査の権限や、個別的基本権侵害に関わる具体的違憲審査の権限など、多面的で強大なものとされた。そして、このような強大な権限を有する裁判所であるため、それを構成する裁判官は、連邦議会と連邦参議院によって、党派比例的な選出方法に基づいて選任され、政治的に偏らないように配慮されていると言われる。
このようなドイツ型の憲法裁判制度を持つ国には、フランス、イタリア、オーストリアなどがある。ドイツ型の憲法裁判制度を持つ国々においては、憲法裁判所に所属する少数の裁判官が憲法裁判を専門に扱う一方、通常の最高裁判所は全国から送られてくる上告事件を棄却せず全て審理するため、アメリカや日本の最高裁判所より多数の裁判官を抱えているのが特徴である。たとえば、ドイツの最高裁判所である連邦通常裁判所には125名の裁判官が所属しているほか、事件の種類に応じて連邦行政裁判所、連邦労働裁判所、連邦社会裁判所、連邦財政裁判所の各裁判所がそれぞれの事件の最上級審を管轄している。また、フランスの最高裁判所である破毀院には112名の裁判官が所属しているほか、行政事件を専門に扱う最上級審の裁判所として国務院が存在する。このほか、イタリアの最高裁判所には250名の裁判官が所属している。ちなみにオーストリアは人口800万人余の小国であるが、それでも最高裁判所には58名の裁判官が所属している。

### その他の違憲審査

#### フランスの憲法院
1958年に制定されたフランス共和国憲法（第五共和国憲法）には、違憲審査を行う機関として憲法院を置くことが定められた。他国の憲法裁判所の多くが、その裁判官の資格として、通常の裁判所の裁判官の経験や法曹資格を定めるのに対して、憲法院の裁判官（9名）には、特に任命資格などが定められず、その構成も大統領・国民議会議長・元老院議長からそれぞれ3名ずつ任命すると定めるなど、政治的機関としての色彩が強いため、「狭義の違憲審査制」（何らかの裁判機関が違憲審査を行う制度であること）の例から除外されてきた。しかし、1980年代以降、憲法院は憲法裁判所的な性質の機関へと発展し、人権問題に関する判断の蓄積も備えてきた。

#### 韓国
韓国はドイツ型と考えられる。韓国では1987年改正の現行憲法によって、通常の最上級裁判所である大法院とは別に憲法裁判所が設置された。憲法裁判所の裁判官は、大法官となる資格を有する者（その具体的内容は下記の表を参照）の中から、大統領・国会・大法院が3名ずつを指名する。憲法裁判所の権限は、ドイツ型の制度を敷いている諸国と同様、憲法解釈のほか大統領の弾劾、政党の解散、機関争訟（行政機関相互間、たとえば国と自治体との間で発生した対立の処理）といった重要な職責を与えられている。

#### 中国
中華人民共和国の最高人民法院は、下級裁判所において憲法判断が争点となった場合に、当該下級裁判所からの照会に応じて憲法判断を回答するという体制を敷いている。憲法判断と重要案件の終審とを同じ裁判所が担当するというアメリカ型の側面がある一方で、訴訟当事者に上訴の負担をかけずに憲法問題の最終解決を行えるというドイツ型の機動性も併せ持った、やや変則的な制度である。なお、中国の司法制度は原則として二審制であり、基層人民法院（簡裁に相当）・中級人民法院（地裁に相当）でスタートした案件の事実審が最高人民法院に持ち込まれることがない（例外：死刑の宣告）ということも、この変則的な体制の理由と考えられる。

#### 旧ソ連諸国など
このような広い意味での違憲審査制あるいは憲法裁判所に類似した機関を持つ国としては、旧ソ連・東欧諸国などがある。

## 各国の憲法裁判所
「司法制度及び憲法裁判所に関する基礎的資料（憲法の有権解釈権の所在の視点から）」（衆議院憲法調査会、2003年）を参照。
|                                 | 裁判官                | 裁判官 | 裁判官            | 裁判官          | 裁判官 | 裁判官 | 任命機関 | 任命機関                                                               | 権限 |
| 人数                            | 任期                  | 定年   | 再任              | 資格            | 兼職禁止 | 裁判官 | 長官 |                                                                        | 権限 |
| ------------------------------- | --------------------- | ------ | ----------------- | --------------- | --- | --- | --- | ---------------------------------------------------------------------- | --- |
| アゼルバイジャン 憲法裁判所     | 9名                   | 15年   | なし              | ―               | 法律家であること(司法官、大学教授、公務員または弁護士) | 国会議員、弁護士、他のすべての公的または私的職務 | 大統領が推挙し、国会で承認する。                                                                                       | 大統領が推挙し、国会で承認する。                                       | ・違法性の審査 ・憲法上の権利の侵害に対する国民の憲法異議の審査 ・機関争訟 |
| インドネシア 憲法裁判所         | 9名                   | 5年    | 70歳              | ―               | 55歳以上で、法律家であること(司法官、大学教授、公務員または弁護士)かつ最低15年の経験 | 国会議員、弁護士、他のすべての公的または私的職務 | 大統領(3名)、議会(3名)、最高裁判所(5名)                                                                                | 裁判所自身 任期2年半（裁判官としての任期内）                           | ・命令の違憲性、条約違反、違法性の審査 ・機関争訟 ・大統領、副大統領の弾劾 ・政党の解散命令 ・選挙結果の確認 |
| イタリア 憲法裁判所             | 15名                  | 9年    | なし              | 不可            | 司法および行政上級裁判所の司法官、法学教授、または20年の職歴を有する弁護士であること | 国会議員、州議会議員、弁護士、他のすべての公的または私的職務 | 大統領(5名)、議会(5名)、司法および行政最高裁判機関(5名)                                                                | 裁判所自身 任期3年（裁判官としての任期内）                             | ・法律、法律の効力を有する法規、州法の違憲性の審査 ・機関争訟 ・大統領の弾劾 ・国民投票の許可に関する審査 |
| オーストリア · 憲法裁判所       | 14名(6名の予備裁判官) | なし   | 70歳              | ―               | ・法学を修了し、法学の修了が要件とされる職務に10年以上就いていたこと ・連邦政府が提案する8名については、加えて、裁判官、行政官、または大学法学教授であること | 大臣、国会議員、州議会議員、市町村議会議員、政党職員 | 連邦政府(8名)･国民議会(3名)･連邦参議院(3名)の提案に基づいて大統領が任命する                                            | 連邦政府の提案に基づいて大統領が任命する                               | ・法律の違憲性の審査 ・命令の違法性の審査 ・条約の違法性の審査 ・連邦、州等に対する財産法上の請求で通常の訴訟手続きまたは行政官庁の処分によっても解決されないものに関する裁判 ・法律の再公布における授権範囲の踰越の審査 ・機関争訟 ・選挙に関する上訴裁判 ・国民投票等に関する裁判 ・大統領等に対する弾劾 ・行政裁判 ・国際法違反に関する裁判                                                                                              |
| 韓国 憲法裁判所                 | 9名                   | 6年    | 65歳(長官は70歳） | 可              | ・裁判官、検察官、あるいは弁護士である者 ・弁護士資格を有し政府または公定機関で法律問題に従事した者 ・弁護士資格を有し大学の助教授以上の地位にあった者 ※いずれも15年以上の経験のある40歳以上の者 | 商業活動を営むこと。国会及び地方議会の議員。国会、政府及び裁判所の職員。企業、団体等の顧問、役員及び職員。政党への加入は認められない。                                                                                      | 大統領が任命する。ただし指名権者は大統領(3名)、国会(3名)、最高裁判所長官 (3名)                                         | 国会の同意で大統領が任命する                                           | ・通常裁判所からの移送に基づく法律の違憲審判 ・国会の弾劾要求を受け高級公務員（大統領、首相、大臣、裁判官、行政委員会の長など）に対する弾劾裁判 ・民主的基本秩序に反する政党の解散に関する審判 ・機関争訟 ・公権力による国民の憲法上の基本権侵害に対する憲法訴願の審判 |
| スペイン 憲法裁判所             | 12名                  | 9年    | なし              | 不可            | 法律家であること(司法官、大学教授、公務員または弁護士)かつ最低15年の経験 | すべての代議的職務、政党もしくは労働組合の指導的職務またはすべての職務、裁判官または検察官の職務、その他すべての専門的もしくは商業的職務                                                                                    | 下院(4名)・上院(4名)・内閣(2名)・司法総評議会(2名)の提案に基づき国王が任命する                                         | 裁判所自身の推薦に基づき国王が任命する。任期3年                        | ・国の法律及び法律の地位を有する規範に対する違憲性の審査 ・権利及び自由の侵害に対するアンパーロ訴訟（憲法訴願） ・国と自治州の間、または自治州相互間の権限をめぐる争議 |
| タイ 憲法裁判所                 | 15名                  | 9年    | 70歳              | 不可            | ・最高裁判所判事、最高行政裁判所判事 ・法学または政治学の専門家については、国籍保有者、45歳以上で、大臣、選挙管理委員、国会オンブズマン、国家人権委員、汚職防止委員、会計検査委員、副検事長、または大学教授等の職にあった者 ・選挙権・被選挙権欠格者、過去3年間に政党員であった者は除かれる             | 下院議員、上院議員、政治職公務員、地方議会議員、地方行政官、政党員（過去3年間）、選挙管理委員、国会オンブズマン、国家人権委員、行政裁判所判事、汚職防止委員、会計検査委員、常勤または定給の公務員、会社等の役員・被雇用者等 | 上院の助言に基づき国王が任命する。最高裁判所の判事から5名、最高行政裁判所の判事から2名、法学専門家5名、政治学専門家3名 | 互選                                                                   | ・議会が承認し国王が署名する前の法案につき、議会または首相の請求に基づき行う当該法案の違憲性審査 ・通常裁判所からの移送に基づく法律の違憲性に関する判断 ・憲法上の機関の職務権限につき、当該機関または国会議長の申立てによる審査 |
| チェコ · 憲法裁判所             | 15名                  | 10年   | なし              | 可              | 上院議員の被選挙権を有し（すなわち、40歳以上）、高等法学教育を受け、最低10年間の法律家としての経験を有し、品行方正であること | 財産管理、学術教育文学芸術活動を除くすべての報酬を受ける職務。政党または政治団体の構成員 | 上院の同意のもとに大統領が任命する                                                                                     | 大統領が任命する。（上院の同意は不必要）                               | ・法律の違憲性の審査 ・命令等の違憲性、違法性の審査 ・地方自治体による国の違法な干渉に対する憲法異議の審査 ・公的機関による憲法上の権利の侵害に対する憲法異議の審査 ・上下両院の選挙に関する裁判 ・議員の資格争訟 ・大統領の弾劾、職務遂行不能の審査 ・国際裁判所の決定の執行に不可欠な措置の決定 ・政党の活動の違憲性、違法性の審査 ・機関争訟                                                                                             |
| ドイツ 連邦憲法裁判所           | 16名                  | 12年   | 68歳              | 不可            | 裁判官に就く資格を有する40歳以上の者、うち6名については連邦最上級裁判所で3年以上裁判官であった者 | 大臣、連邦ないしラント議員、他のすべての公的私的職務 | 連邦議会(8名)、連邦参議院(8名)が選出し、大統領が任命する                                                               | 連邦議会と連邦参議院が交互に任命する                                   | ・公権力による基本権等の侵害に関する憲法訴願に対する決定 ・市町村の自治権が法律により侵害されたとする憲法訴願に対する決定 ・連邦法、州法の違憲性および国際法の適用に対する違憲性の審査 ・機関争訟 ・反民主主義的または連邦の存立に反するような政党の禁止 ・基本権の濫用者に対する基本権喪失の決定 ・連邦議会の選挙の効力に関する異議に対する審査 ・大統領の訴追に対する裁判 ・裁判官の訴追に対する裁判                                      |
| ハンガリー · 憲法裁判所         | 11名                  | 9年    | 70歳              | 1度だけ再任可   | 45歳以上で、犯罪歴がなく、大学教授、法学・政治学博士、20年の法律実務経験者で、かつ、過去4年間、政府構成員、政党員、指導的地位にある公務員でなかった者 | 議員、地方議会執行部の構成員、公務員、利益代表団体の指導者、政党員、研究活動・教授活動・文学・芸術活動を除く報酬のある職業                                                                                                  | 国会の3分の2の多数により選任する                                                                                       | 憲法裁判所裁判官の秘密投票による互選 任期3年                           | ・採択後の未公布の法律、議院規則及び条約の違憲性の審査 ・公布後の法令の違憲性の審査 ・法令の条約違反の審査 ・憲法上の権利の侵害に対する国民の憲法異議の審査 ・立法不作為の憲法違反の審査 ・機関争訟 ・憲法規定の解釈 |
| フランス 憲法評議会             | 9名＋生存中の元大統領 | 9年    | なし              | 不可            | ・なし ・大統領経験者は定員外で委員となる | 大臣、国会議員、経済社会評議会構成員、すべての公職 | 大統領(3名)、国民議会議長(3名)、元老院議長(3名)                                                                        | 大統領                                                                 | ・組織法律及び議院規則に対する違憲性の審査 ・通常法律に対する違憲性の審査 ・大統領選挙の適法性の監視、異議申立の審理、投票結果の公表 ・国民議会議員及び元老院議員選挙の適法性の裁定 ・国民投票の施行の適法性の監視、結果の公表 ・大統領の職務遂行不能の認定 ・大統領の非常事態措置権行使の際の諮問 |
| ペルー 憲法裁判所               | 7名                   | 5年    | なし              | 連続再任不可    | 45歳以上で、犯罪歴がなく、大学教授、法学・政治学博士、最高裁判所裁判官、15年の法律実務経験者。 | すべての公的私的職務（教育・法学研究職を除く）、政党の指導者 | 国会の3分の2の多数により選任する。                                                                                     | 裁判所自身                                                             | ・命令の違憲性、条約違反、違法性の審査 ・憲法上の権利の侵害に対する国民の憲法異議の審査 ・機関争訟 |
| ベルギー 憲法裁判所             | 12名                  | なし   | 70歳              | ―               | ・破毀院の裁判官､国務院の評定官、仲裁院の補助裁判官また法学教授等のいずれかの職を5年以上(40歳以上) ・国会、共同体または地域議員を5年以上(40歳以上) | 議員、司法官、すべての公的職務ないし地位 | 上院および下院より交互に提出される定数の2倍からなるリストに基づき国王が任命する。                                      | 各言語グループ裁判官が1名ずつ長官を任命する。1年交替でその職務を行う。 | ・連邦が制定する法律、共同体・地域が制定する法律の効力を有する法規（デクレ、オルドナンス）の以下に限定した審査 (a)連邦、共同体、地域の権限配分に関する憲法規定及び憲法規定に基づき制定された法律の規定との適合性 (b)一定の基本権（憲法第10条、11条、24条）との適合性 |
| ポーランド 憲法裁判所           | 15名                  | 9年    | なし              | 不可            | 最高裁判所または最高行政裁判所裁判官に必要とされる資格（すなわち、10年の法律実務経験および法学の学位を有する者。ただし、法学教授については上記の要件は免除される。） | 政党員、労働組合員、裁判所および裁判官の独立の原則と両立できない公的職務 | 下院が絶対多数により選任する                                                                                           | 憲法裁判所裁判官全体会の提案する候補者の中から大統領が任命する。       | ・条約及び法律の違憲性の審査 ・法律の条約違反の審査 ・命令の違憲性、条約違反、違法性の審査 ・憲法上の権利の侵害に対する国民の憲法異議の審査 ・機関争訟 ・政党の目的または活動の違憲性の審査 |
| ポルトガル 憲法裁判所           | 13名                  | 9年    | なし              | 不可            | ・裁判官(6名以上) ・法律家 | すべての公的私的職務（教育・法学研究職を除く）、政党の指導者 | 議会(10名)、憲法裁判所(3名)                                                                                            | 裁判所自身                                                             | ・組織法律に対する違憲性の審査 ・通常法律に対する違憲性の審査 ・立法不作為についての違憲性の審査 ・自治州議会の定める自治州法の違憲性の審査 ・自治州の憲法上の権利の侵害の審査 ・自治州の法規範の違法性の審査 ・行政裁判 ・条約及び国際協定に対する違憲性の審査 ・選挙訴訟の控訴審 ・政党の違憲性と違法性の審査 ・大統領の職務の終了の認定 ・国民投票の違憲性と違法性の審査                                                                 |
| ルーマニア · 憲法裁判所         | 9名                   | 9年    | なし              | 不可            | 法学高等教育を受け、高い職業的能力を有し、18年以上の法律家または法学教育の活動経験があり、かつルーマニア国籍のみを有しルーマニアに在住する者 | 法学高等教育を除く公的私的職務 政党への加入は禁止 | 代議院(3名)、元老院(3名)、大統領(3名)が各々任命する                                                                    | 憲法裁判所裁判官の秘密投票による互選 任期3年                           | ・公布前の法律の違憲性審査 ・憲法改正発議に対する違憲性審査 ・各院の議院規則の違憲性審査 ・法律・命令の違憲性に関する司法裁判所への申立てに対する審査 ・大統領選挙の実施過程の監視及び選挙結果の確認 ・大統領の職務代行を要する根拠となる状況の確認並びにこれに関する議会及び政府への報告 ・大統領の職務停止に関する勧告 ・国民投票の実施過程の監視及び投票結果の確認 ・市民の立法発議権の実現過程の監視 ・政党の違憲性の申立てに対する決定 |
| ロシア 憲法裁判所               | 19名                  | 12年   | 70歳              | 不可            | 申し分のない評判を有する市民であって、法学高等教育を受け、15年以上の法律専門職経験を有し、法学の分野で高い資質を示す40歳以上の者 | 上下両院議員その他代議制機関の議員並びに高等研究教育及び個人的創造活動を除く全ての公的私的職業活動 | 連邦大統領の提案に基づき上院の絶対多数で任命する                                                                       | 憲法裁判所裁判官の秘密投票による互選 任期3年 再任可                    | ・連邦法、大統領令等、及び未発効の国際条約と連邦憲法との適合性 ・構成主体の憲法、法令、条約、構成主体と連邦の間の条約と連邦憲法との適合性・機関争訟 ・市民の権利侵害の訴願及び裁判所の照会に基づく、法律の違憲性審査 ・大統領、上院、下院、連邦政府、構成主体の立法機関の照会に基づく連邦憲法の解釈 ・大統領弾劾が定められた手続を遵守したものであることについて、上院の照会に基づく審査                                                    |
| 中華民国（台湾） 司法院憲法法庭 | 15名                  | 8年    | なし              | 連任禁止 再任可 | 1.10年以上、最高法院法官を務めた者で、かつ優秀なもの。 2.9年以上、立法委員を務めた者で、かつ特別な貢献を果たしたもの。 3.10年以上、大学の主要な法律科目を担当し、専門著作がある者。 4.国際司法裁判所裁判官の経験者、もしくは公法学や比較法学の権威である者。 5.法律を研究し、豊富な政治経験を持つもの。 | 大臣、国会議員、縣市議会議員、政党職員 政党への加入は禁止 | 総統が推挙し、国会が承認する                                                                                           | 総統が推挙し、国会が承認する                                           | ・法律、命令、地方自治条例及判例の違憲性の審査 ・国会の弾劾要求（総統）に対する弾劾裁判 ・通常裁判所からの移送に基づく法律の違憲審判 ・政党の目的または活動の違憲性の審査 ・公務員の懲戒裁判 |